# 빌쿤
빌쿤(스페인어: Vilcún)는 칠레 아라우카니아 주 카우틴 현의 코무나이다.